# Cheliosea xanthotypa
Cheliosea xanthotypa là một loài bướm đêm thuộc phân họ Arctiinae, họ Erebidae.